# 博里索夫卡河 (滨海边疆区)
博里索夫卡河（俄语：Борисовка Река），前称舒藩河（俄语：Большой Шуфан Река），是滨海边疆区乌苏里斯克市区的河流，源起斜山，经由博里索夫高原，长86公里，流域面积1560平方公里，注入绥芬河。落差665米，克洛诺夫卡河和卡扎奇卡河注入。1972年改为现名。

## 引用
1. ↑  谭其骧. . 中国地图出版社.
2. ↑  А·П·穆拉诺夫. . 列宁格勒: 气象出版社. 1966 （俄语）.
3. ↑  . 列宁格勒: 气象出版社 （俄语）.
4. ↑  Т·А·基谢尔科瓦娅. . 列宁格勒: 气象出版社. 1977 （俄语）.
5. ↑   (PDF). www.vladcity.com. （原始内容 (PDF)存档于2011-07-17）.